# Talloires
Talloires est une ancienne commune française située dans le département de la Haute-Savoie en région Auvergne-Rhône-Alpes. Située sur la rive est du lac d'Annecy, la commune était membre de la communauté de communes de la Tournette.
Au 1er janvier 2016, la commune fusionne avec celle de Montmin pour former la commune nouvelle de Talloires-Montmin. Depuis la dissolution de la CC de la Tournette (2017), la commune de Talloires-Montmin a rejoint l'intercommunalité du Grand Annecy et elle a créé un SIVOM avec les communes de Menthon-Saint-Bernard et de Veyrier-du-Lac.

## Géographie

### Situation

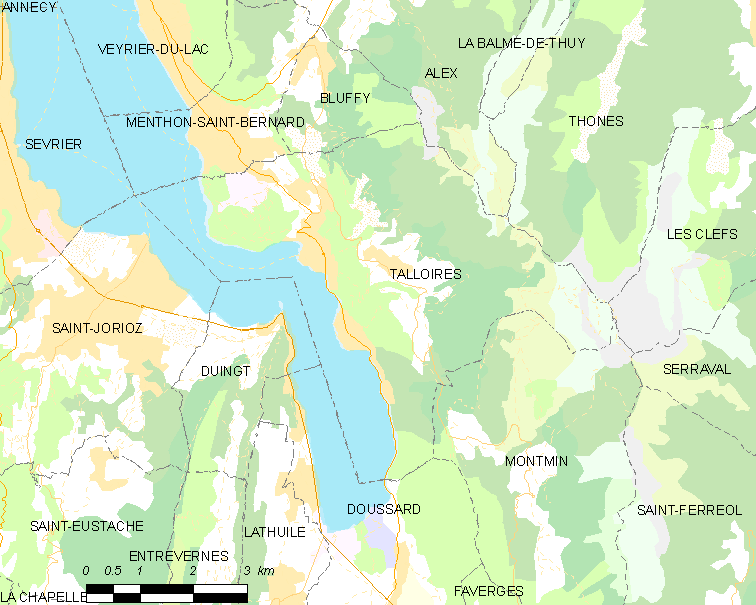
Talloires et les communes voisines.

Talloires se situe sur la rive Est du lac d'Annecy, à 447 mètres d'altitude, à 13 km d'Annecy, au pied des dents de Lanfon (1 828 m) et de la Tournette (2 350 m) point culminant du massif entourant le lac.
La commune est délimitée d'un côté par le lac et de l'autre par les montagnes.
Sa superficie est de 20,69 km2 et si on ajoute la partie du lac incluse dans la commune d'environ 25,50 km2.

#### Climat

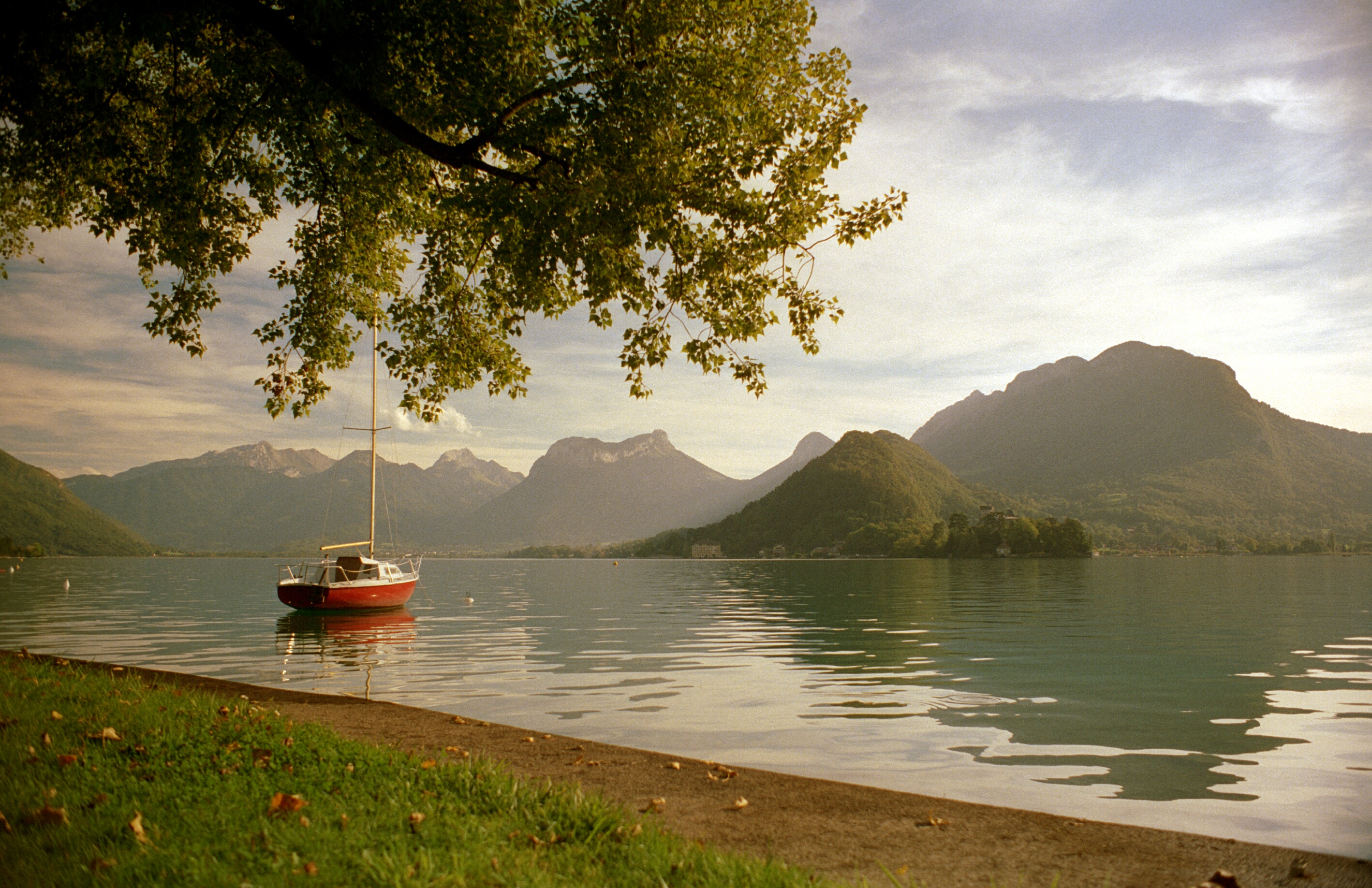
Vue depuis les rives de Talloires sur le lac et le sud.

Le climat y est de type montagnard, mais adouci en période hivernale par la présence du lac d'Annecy.
Globalement, la commune est exposée à l'Ouest et au Sud et protégée du vent du Nord par les montagnes et le Roc de Chère. Le plateau du bas avec une altitude d'environ 500 m était couvert de vignes au début du XXe siècle.

### Voies de communication et transports
La commune de Talloires est située sur la départementale D 909A, longeant le lac d'Annecy sur sa rive Est. L'autoroute A41 pour Chambéry, Grenoble, Lyon ou Genève est située à 15 km (en allant vers Annecy) et l'autoroute A43 pour la vallée de la Maurienne, l'Italie, Grenoble est joignable à une quarantaine de kilomètres (en direction d'Albertville).
Talloires est à presque équidistance des tunnels routiers du Mont-Blanc et du Fréjus pour accéder à l'Italie.
La commune est reliée au reste du département par un service d'autocar journalier assurant la liaison Annecy-Talloires, exploité par la société Voyages Crolard (Groupe Transdev), membre du réseau Lihsa (lignes interurbaines de Haute-Savoie). Il s'agit de la ligne 61 dont les autocars effectuent de façon quotidienne 12 allers-retours avec Annecy, desservant les arrêts "Angon, Écoles, Les Granges et Echarvines".
Pendant l'été, une ligne nautique par bateau relie Annecy à Talloires, et une « éco-navette » gratuite relie les différents hameaux de la commune au bourg.
À partir d'Annecy, on peut se connecter au réseau ferré de la plate-forme multimodale de la gare d'Annecy. Les aéroports les plus proches sont l'aéroport Genève Cointrin en Suisse (54 km) et l'aéroport Lyon-Saint-Exupéry (136 km). L'aéroport d'Annecy Haute-Savoie Mont-Blanc (17 km) situé sur la commune de Meythet est tourné vers l'aviation d'affaires et de loisirs uniquement.

### Urbanisme

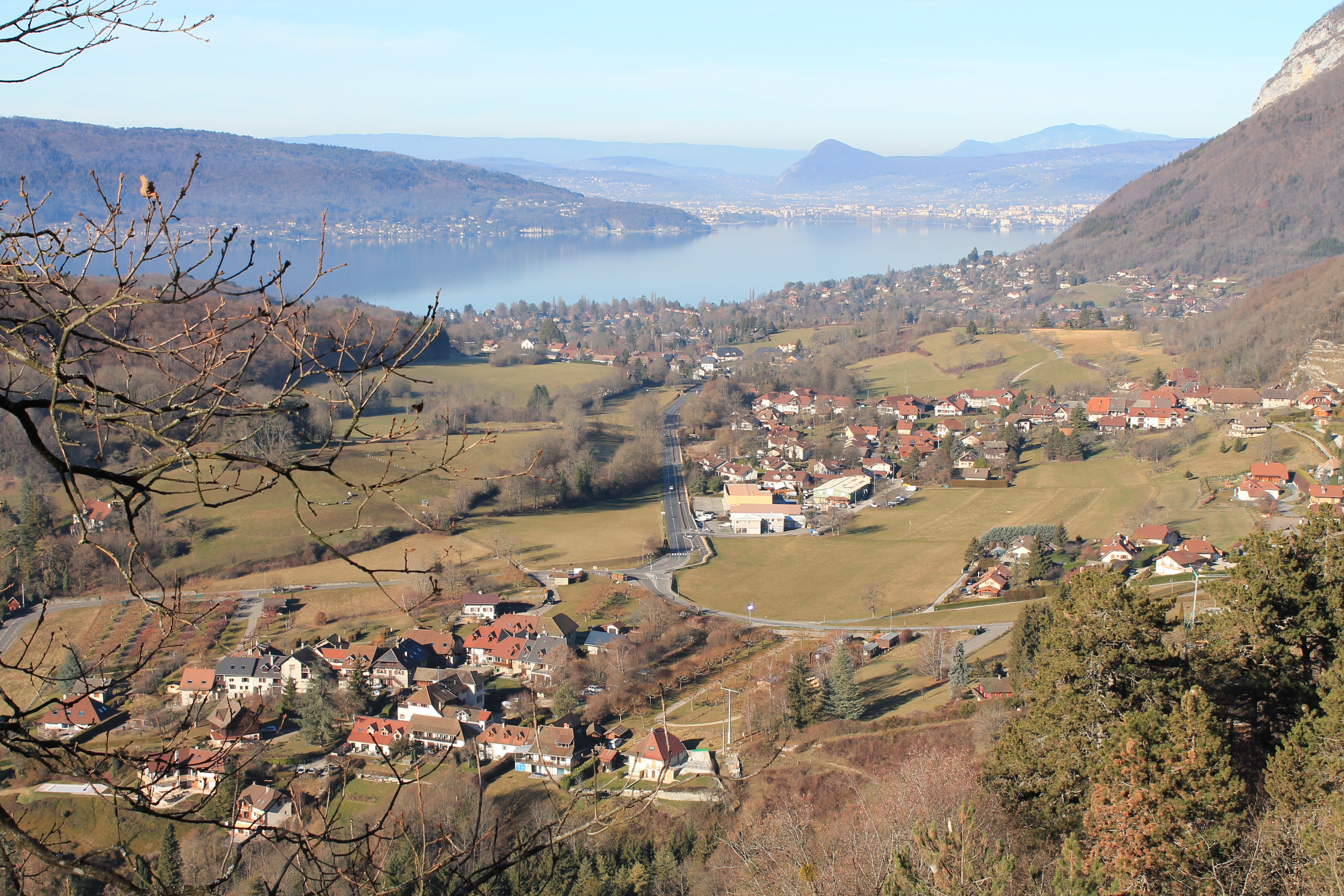
Vue des hameaux des Granges et d'Echarvines.

L'occupation humaine de l'espace communal se répartit sur le bourg et dix hameaux, près du lac et sur les deux plateaux alpins :
- le plateau du bas avec Le Bourg, Balmette et Angon ;
- le plateau du milieu avec Les Granges, Perroix et Écharvines ;
- le plateau du haut avec Verel, la Sauffaz, la Piraz, Rovagny et Ponnay.

Le reste du territoire est constitué d'alpages et de montagne.

## Toponymie
Talloires est un toponyme d'origine inconnue.
Les premières mentions remontent au IXe siècle. On trouve ainsi Talgurium en 867, dans une charte du roi Lothaire II de Lotharingie où il fait une donation à sa femme Thieteberge,, puis cellam quae vocatur Talgeria en 879, où le roi Boson de Provence donne à l'abbaye de Tournus le lieu-dit Talgeria. La donation est confirmée en 916 par Charles-le Simple, avec la forme Talgariam,.
Au XIe siècle, les documents utilisent les étymons Tallueriis villa entre 1016-1018, Talueriis en 1031-1032. L'église paroissiale est mentionnée sous la forme ecclesia Sanctae Mariae Tallueriis en 1108 et le prieur, prior Tallueriarum, vers 1344.
La forme Tallueriis attestée vers l’an mille pourrait être composée des deux étymons gaulois tala et ueru. Tala est une racine qui signifie « soutien ». Elle appartient au registre militaire du vocabulaire celte. Elle a servi à former des mots désignant les troupes auxiliaires, les troupes de soutien. Ueru signifie « large ». La forme Tallueriis pourrait être la traduction en latin vulgaire du nom d’une personne qui signifiait « celui qui a de larges soutiens », « celui qui a beaucoup de troupes auxiliaires ».
La justification de la racine tala pourrait se trouver à sept kilomètres de Talloires, à la limite entre les communes de Veyrier-du-Lac et d’Annecy-le-Vieux, avec la colline du Talabar dont l'étymologie est inconnue. D’après les travaux de Xavier Delamarre, Talabar signifie la « colline de soutien » (la colline où se trouvent les troupes auxiliaires de soutien). Bar est un mot gaulois signifiant « colline » ou "sommet". La colline du Talabar surplombe une étroite bande de terre entre le lac d’Annecy et le rocher du Biclop. C’était un lieu stratégique pour contrôler l’accès à la rive orientale du lac d’Annecy. De plus ce lieu est lié à un toponyme qui est caractéristique d’une frontière de l’époque celte.
En gaulois un des mots désignant la frontière est « morga ». A travers son travail, Xavier Delamarre a montré que ce mot s’est transformé au cours du temps pour devenir par exemple la Morge, les Marches, Margerie, Marguerite (composé de morga et ritu : le passage de la frontière). Ces noms de lieux constituent des indices de l’existence de limites de territoires celtes. Sous le Talabar, sur la limite actuelle entre les communes de Veyrier-du-Lac et d’Annecy-le-Vieux, le rocher détaché de la falaise du Biclop se nomme « Pierre de Margeria ».
La racine tala est plutôt rare dans la toponymie savoyarde. Pourtant à quelques kilomètres au-dessus de Talloires, dans la montagne, on trouve un autre exemple de toponyme contenant la racine tala. C’est la pointe de Talamarche. Elle est située sur la limite entre les communes de Talloires et de Thônes. Talamarche est donc  « Le soutien à la frontière », «les troupes auxiliaires de la frontière ». C’est un lieu stratégique pour contrôler le passage à la vallée de Thônes.
À 16 kilomètres de Talloires, Thônes n’a pas non plus d’étymologie clairement établie. Au XIIe siècle, la forme Tolno est attestée pour Thônes. Jusqu’à présent les toponymistes ont exploité la racine celte talu pour tenter d’expliquer les formes anciennes de Thônes. Tolno serait un mot désignant un village installé sur une pente. Cependant, d’une part, les toponymes celtes sont très rarement descriptifs, en particulier quand il s’agit de lieux peuplés. Les travaux de Xavier Delamarre ont montré que les toponymes celtes sont soit issus de noms propres, soit des noms de lieux qui ont une fonction économique, politique, militaire ou religieuse. D’autre part, le suffixe no indique que c’est un mot désignant une fonction. La racine tala semble donc plus adaptée que la racine talu pour expliquer Tolno. Et Tolno signifierait donc : « Celui qui fait fonction de soutien », « celui qui remplit la fonction de troupe auxiliaire ».
Au bout du compte, on remarque de nombreux indices de territoire celte (frontières) autour de Talloires. Dans la même zone, la toponymie suggère l’existence d’un dispositif militaire Celte destiné à conquérir ou contrôler le territoire (présence de la racine tala). De plus les indices de dispositif militaire sont cohérents avec les indices de frontière.
En francoprovençal, le nom de la commune s'écrit Talouère (graphie de Conflans) ou Talouères (ORB).

## Histoire

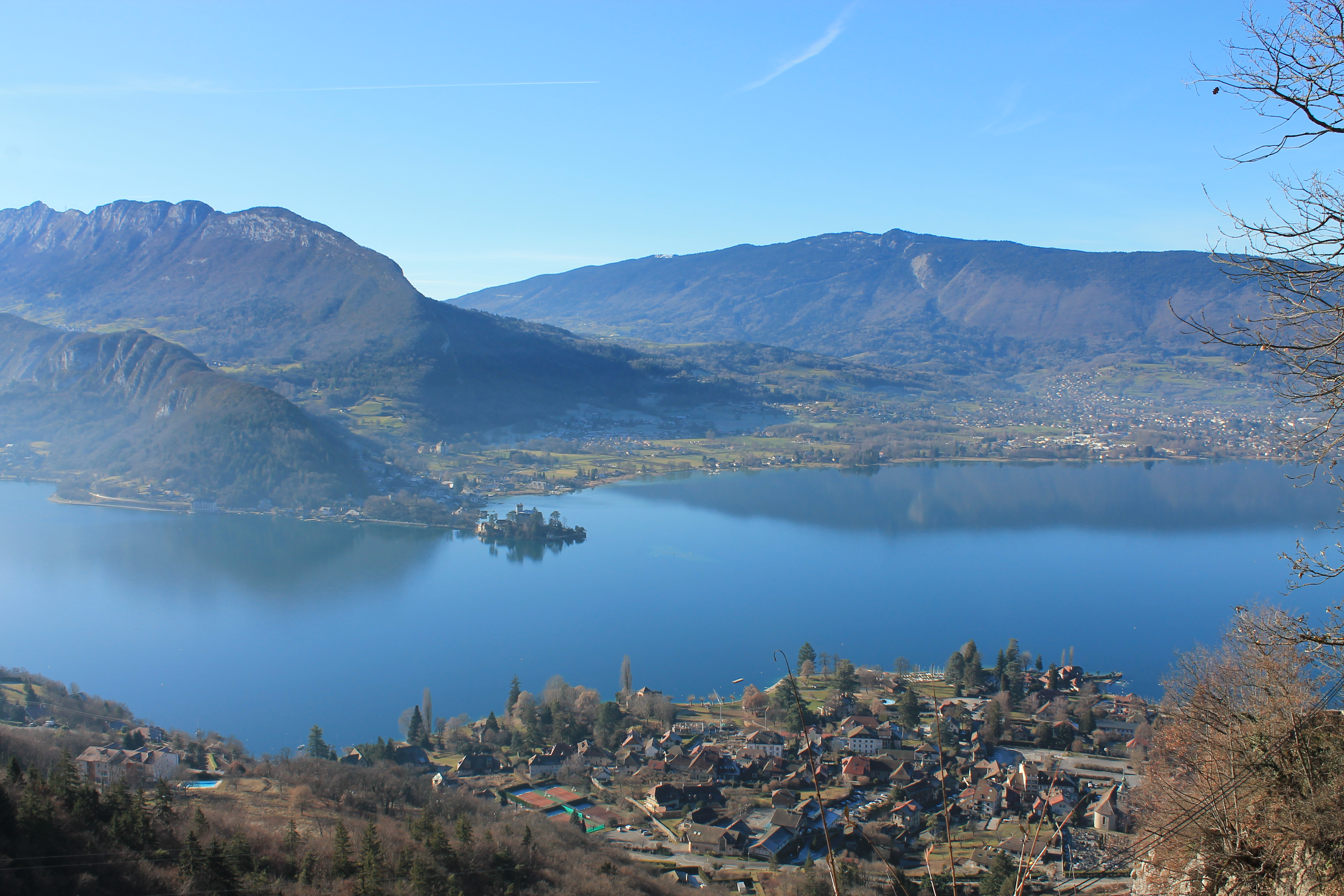
Vue plongeante sur le village et la rive ouest du lac, le château de Duingt, le sommet du Semnoz

### Périodes préhistorique et antique
Les archéologues ont observé une présence de populations dès le Néolithique sur les bords du lac et dans quelques grottes situées sur les rives.
Le territoire se trouve en territoire des Allobroges qui contrôlent l'avant-pays plat, entre le Rhône et les Alpes.
Les Romains interviennent dans les environs à partir du IIe siècle av. J.-C. Une fois le territoire pacifié, ils construisent des routes afin de commercer et notamment la route secondaire reliant Turin à Genève, passant par le village de Verthier en provenance de la mansio Casuaria (village de Viuz sur la commune de Faverges), qui se développe au Ier siècle, sur la rive droite du lac.
Nous pouvons attester que le village a été habité à l’époque romaine grâce aux fouilles archéologiques, bien que peu nombreuses. Parmi les découvertes archéologiques, trois inscriptions latines ont été découvertes à Talloires. Le mystère de ses inscriptions c'est qu'on ne connaît ni leur origine ni la raison de leur présence à Talloires. De plus, l'une de ces inscriptions à disparu.
L'inscription lapidaire perdue se trouvait encastrée dans un mur de la maison Vautier. Ce que nous avons retrouvé d'elle sont seulement des fragments avec les lettres suivantes: «...O SACR...», les chercheurs supposent être ce qu'il reste de la formulation « MERCURIO SACRUM... » ce qui veut dire en français « Consacré à mercure...»,,.
La seconde inscription est une épitaphe dont le nom est Rutilius Rutilio. Elle mesure 2 m sur 70 cm sur 60 cm et pèse plus de deux tonnes. Une partie du texte a été effacée lors de sa découverte au XVIIe siècle, l'écriture daterait du IIe siècle. Cette épitaphe dit: « Aux dieux Manes, à … Rutilius Rutilio, fils de Celto, de la tribu Voltinia, mort à quarante ans, père de cinq enfants, Titus Rutilius Celto à son fils très cher et très respectueux » De plus, cette inscription a une histoire particulière car nous la croyions perdue depuis un siècle jusqu'à peu lorsqu'elle été retrouvée par Jean-Loup Bertez et Nicole Mathis auteurs de «Talloires, intime» paru en 2018. En effet, ils l'ont retrouvée en préparant leur ouvrage. C’était un certain Jaques Daviet, propriétaire de l'abbaye qui en avait fait don au musée d’Annecy dans la première partie du XXe siècle. La réalité est tout autre, cette inscription n'est jamais sortie de Talloires, elle était simplement dissimulée derrière une pierre,,.
La troisième inscription lapidaire était quant à elle enchâssée dans la mur d'une maison bordant un chemin. C'est l'historienne Emmanuelle-Philibert de Pingon qui l'a découverte dans les fondations de l'abbaye. Elle mesure 2,08 m sur 86 cm et taillée dans un bloc de granite. Cette inscription parle d'une horloge dont aucune trace n'a jamais été retrouvée à Talloires : « HOROLOGIUM CUM SUO AEDIFICIO ET SIGNIS OMNIBUS **ET**CLATRIS C.BLAESIUS C.FILS VOLTINIA GRATUS EX HS N ET. EO. AMPLIUS AD ID HOROLOGIUM ADMINIS TRANDUM SERUM HS N IIII D.S.P » ce qui veut dire en français : «Cette horloge avec son bâti et toutes ses statues et ses grilles, Caius Blaeius Gratus, fils de Caius, de la tribu Voltinia, l'a offerte à ses frais pour un montant de dix mille sesterces et, en plus, pour s'occuper de cette horloge, un esclave de quatre mille sesterces»,,.
Nous remarquerons que Rutilius Rutilio et Caius Blaeius Gratus faisaient partie de la même tribu, Voltinia. Cette tribu est ralliée aux Romains, parmi ses membres la plupart étaient des habitants de la Gaule Narbonnaise, dont les Allobroges. Ce qui fait écho à la première inscription lapidaire car les Allobroges honoraient fréquemment Mercure.

### Période médiévale
Talloires est mentionné dès le IXe siècle, lorsque la villa est donnée en 867 par le roi Lothaire à son épouse Thiedberge. La donation de l'église faite à l'abbaye de Tournus par le roi Boson en décembre 879 est confirmée en 916 par le roi Charles-le Simple et en 941 par Louis-d'Outremer.
Rodolphe III de Bourgogne donne en 1018, sous l'impulsion de sa femme Ermengarde, le domaine de Talloires (église dédiée à cette époque à sainte Marie, saint Pierre et saint Maurice, dépendances) aux moines de Savigny. Le prieuré s'installe sur la rive du lac d'Annecy, face au prieuré de Saint-Jorioz (fondé au IXe siècle) dans le pagus de l'Albanais (in pago Albanense in villa quæ vocatur Talueriis). La reine complète la donation en 1030. Celle-ci l'offre à l'abbé bénédictin Itier ou Itier (1018-1044) de Savigny (attestée en 817), qui envoie quatre moines : Ismius, Ismidon, Ruph et Germain,. L'abbaye est investie par des moines de Cluny. Les papes Pascal II en 1107, Calixte II en 1123 et Eugène III en 1145 confirment sa création. Le premier prieur de l'abbaye, Germain de Talloires, vécut en ermite de 1033 à 1060 dans une grotte au-dessus de Talloires. Parmi les autres prieurs, on trouve dans le Régeste genevois, les mentions de Ismidus (début du XIIe siècle), Odilon (milieu du XIIe siècle), Jean (début du XIIIe siècle), Guillaume (milieu du XIIIe siècle), Jacques de Lully (fin du XIIIe siècle).
Les bâtiments actuels de l'abbaye ont commencé à être érigés en 1681 et comprenaient un hôpital et une maladrerie sur le site d'Angon.

### Période contemporaine
En 1860, l'impératrice Eugénie est hébergée à la villa Santa Maria, construite en 1850 avec des pierres de l'église de l'abbaye brûlée lors de la Révolution française.
En 1902, le premier cliché de photographie en couleurs fut réalisé dans le cloître de l'abbaye par le physicien français Gabriel Lippmann.
En février 1986, le dictateur Jean-Claude Duvalier, sa famille et sa suite, fuyant Haïti dont il était président depuis 1971, s'installent pour trois semaines à l'abbaye, après réquisition de l'hôtel par l'État.
Les 5 et 6 juin 2004, les ministres de la Recherche de l'Union européenne se sont réunis à l'abbaye de Talloires.

## Politique et administration

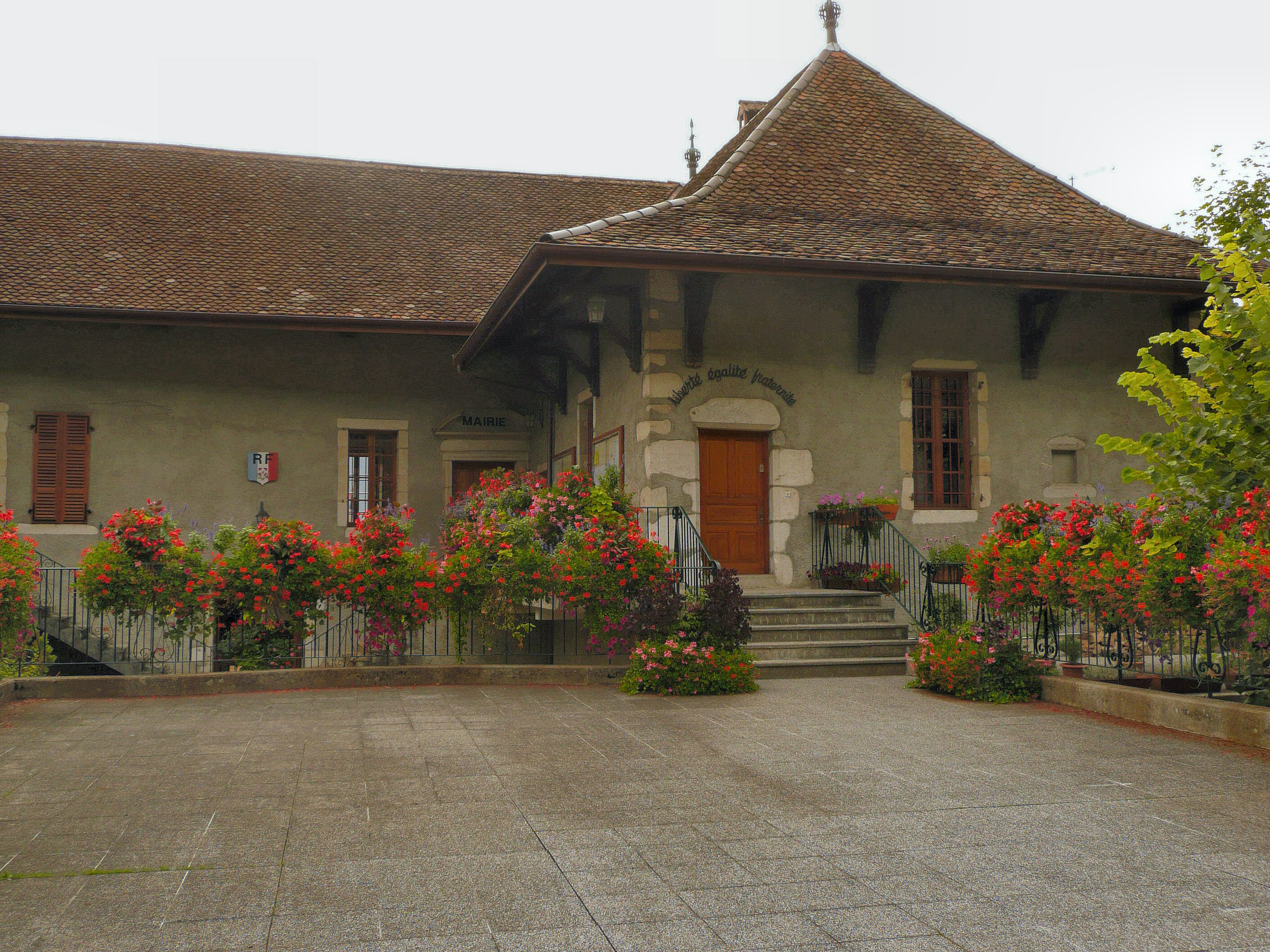
Hôtel de ville.

### Situation administrative
La commune appartient au canton de Faverges, qui depuis le redécoupage cantonal de 2014, est composé de 27 communes dont Alex, Lathuile, La Balme-de-Thuy, Chevaline, Le Bouchet-Mont-Charvin, Les Clefs, Cons-Sainte-Colombe, La Clusaz, Doussard, Entremont, Giez, Dingy-Saint-Clair, Marlens, Le Grand-Bornand, Montmin, Lathuile, Saint-Ferréol, Seythenex, Manigod, Saint-Jean-de-Sixt, Les Villards-sur-Thônes, Lathuile, Thônes, Veyrier-du-Lac, Serraval. La ville de Faverges en est le bureau centralisateur. Auparavant la commune était attachée au canton d'Annecy-le-Vieux.
Elle était aussi membre de la Communauté de communes de la Tournette, qui comportait quatre communes.
La commune relève de l'Arrondissement d'Annecy et de la Deuxième circonscription de la Haute-Savoie.

### Liste des maires, puis des maires délégués
| Période                                  | Période   | Identité         | Étiquette                | Qualité             |
| ---------------------------------------- | --------- | ---------------- | ------------------------ | ------------------- |
| mars 1971                                | mars 1989 | Joseph Burdeyron | RPR                      | Chirurgien-dentiste |
| mars 1989                                | 2015      | Jean Favrot      | DVD (Union de la droite) | Médecin             |
| Les données manquantes sont à compléter. |           |                  |                          |                     |

| Période                                  | Période  | Identité            | Étiquette | Qualité       |
| ---------------------------------------- | -------- | ------------------- | --------- | ------------- |
| janvier 2016                             | mai 2020 | Daniel Boa          |           | Retraité      |
| mai 2020                                 | En cours | Bettina Garberoglio |           | Entrepreneuse |
| Les données manquantes sont à compléter. |          |                     |           |               |

### Jumelages
Talloires est jumelée avec :
- Ruelisheim  (France).

## Population et société

### Démographie
Les habitants de la commune sont appelés les Talloiriens.
L'évolution du nombre d'habitants est connue à travers les recensements de la population effectués dans la commune depuis 1793. À partir du 1er janvier 2009, les populations légales des communes sont publiées annuellement dans le cadre d'un recensement qui repose désormais sur une collecte d'information annuelle, concernant successivement tous les territoires communaux au cours d'une période de cinq ans. 
Pour les communes de moins de 10 000 habitants, une enquête de recensement portant sur toute la population est réalisée tous les cinq ans, les populations légales des années intermédiaires étant quant à elles estimées par interpolation ou extrapolation. Pour la commune, le premier recensement exhaustif entrant dans le cadre du nouveau dispositif a été réalisé en 2005,.
En 2013, la commune comptait 1 733 habitants, en évolution de +6,58 % par rapport à 2008 (Haute-Savoie : +7,9 %, France hors Mayotte : +2,49 %).
| 1793  | 1800  | 1806  | 1822  | 1838  | 1848  | 1858  | 1861  | 1866  |
| ----- | ----- | ----- | ----- | ----- | ----- | ----- | ----- | ----- |
| 1 107 | 1 095 | 1 082 | 1 126 | 1 207 | 1 327 | 1 214 | 1 183 | 1 172 |

| 1872  | 1876  | 1881  | 1886  | 1891 | 1896 | 1901 | 1906 | 1911 |
| ----- | ----- | ----- | ----- | ---- | ---- | ---- | ---- | ---- |
| 1 158 | 1 125 | 1 071 | 1 051 | 892  | 844  | 730  | 695  | 645  |

| 1921 | 1926 | 1931 | 1936 | 1946 | 1954 | 1962 | 1968 | 1975 |
| ---- | ---- | ---- | ---- | ---- | ---- | ---- | ---- | ---- |
| 581  | 563  | 594  | 598  | 641  | 754  | 623  | 700  | 785  |

| 1982 | 1990  | 1999  | 2005  | 2010  | 2013  | - | - | - |
| ---- | ----- | ----- | ----- | ----- | ----- | - | - | - |
| 931  | 1 287 | 1 448 | 1 469 | 1 690 | 1 733 | - | - | - |

### Enseignement
La commune de Talloires est située dans l'académie de Grenoble. En 2016, elle administre une école maternelle et une école élémentaire regroupant 150 élèves.

### Manifestations culturelles et festivités
- La fête du livre (mai). Une trentaine d'auteurs sont venus en 2010 à la rencontre du public pour la première édition créée par Jean-Marie Gourio.
- Les « Pyroconcerts», (dernière semaine d'août) associent sur l'eau des musiques (classique/jazz) et des feux d'artifice qui magnifient la baie de Talloires.
- « Montée de la Tournette », course en montagne (septembre).
- Concerts de musique classique dans le cadre médiéval de l'abbaye de Talloires et du prieuré (toute l'année)
- Expositions de sculpture et de peinture (toute l'année)
- Conférences au Prieuré (été)
- Marché hebdomadaire en été le jeudi
- Cinéma
- Bibliothèque
- Feu d'artifice et bals

### Santé
La pharmacie la plus proche se situe à 5 minutes à Menthon-Saint-Bernard, en direction d'Annecy. Talloires dispose également d'un cabinet médical, d'un cabinet infirmier, d'un cabinet d’ostéopathie et d'un kinésithérapeute.

### Sports et loisirs
- Le site de parapente à Montmin au-dessus du village jouit d'une réputation internationale et Talloires dispose d'une aire d'atterrissage Perroix sur le site de Planfait. En 2004 et 2009, il a accueilli une des étapes de la Coupe du Monde de Parapente.
- Golf : le golf de Talloires de 18 trous, ou Golf du Lac d'Annecy. Créé en 1951 sur le site du Roc de Chère, zone verte classée réserve naturelle, ce terrain se situe au pied des montagnes des Dents de Lanfon et de la Tournette, et offre une vue sur le lac d'Annecy.
- équitation, tennis, parcours acrobatique en hauteur, plongée, nautisme, aviron, voile, ski nautique, canyoning, parapente, VTT, escalade, mini-golf, tir à l'arc, pétanque, boule lyonnaise, promenades en montagne.
- Autres : tournoi de Bridge, les croisières sur le lac en bateau.
- Le lac et ses 3 plages surveillées et payantes en juillet et en août.
- En 2009, le Tour de France est passé par Talloires pour l'étape du contre la montre individuel autour du lac d'Annecy, remportée par le futur vainqueur Alberto Contador.
- Escalade : falaise d'Angon (falaise école, 13  voies de 3c à 5b, 25 m max.), en calcaire urgonien[29], à proximité de la chute de 60 m de la cascade d'Angon.

### Médias

#### Radios et télévisions
La commune est couverte par des antennes locales de radios dont France Bleu Pays de Savoie, ODS radio, Radio Semnoz… Enfin, la chaîne de télévision locale TV8 Mont-Blanc diffuse des émissions sur les pays de Savoie. Régulièrement l'émission La Place du village expose la vie locale du bassin annécien. France 3 et sa station régionale France 3 Alpes, peuvent parfois relater les faits de vie de la commune.

#### Presse et magazines
La presse écrite locale est représentée par des titres comme Le Dauphiné libéré, L'Essor savoyard, Le Messager - édition Genevois, le Courrier savoyard.

## Économie

### Tourisme
Talloires est réputée depuis le siècle dernier pour être un lieu apprécié de villégiature. La commune compte une dizaine d'hôtels et de restaurants, dont plusieurs renommés pour leur emplacement exceptionnel au bord du lac.
En 2015, la capacité d'accueil de la commune, estimée par l'organisme Savoie Mont Blanc, est de 4 315 lits touristiques répartis dans 476 structures. Les hébergements marchands se répartissent comme suit : 34 meublés ; une résidence de tourisme ; 11 hôtels ; 4 structures d'hôtellerie de plein air et une auberge de jeunesse. Le secteur non marchand représente environ 2 000 lits touristiques, situés dans 425 résidences secondaires.

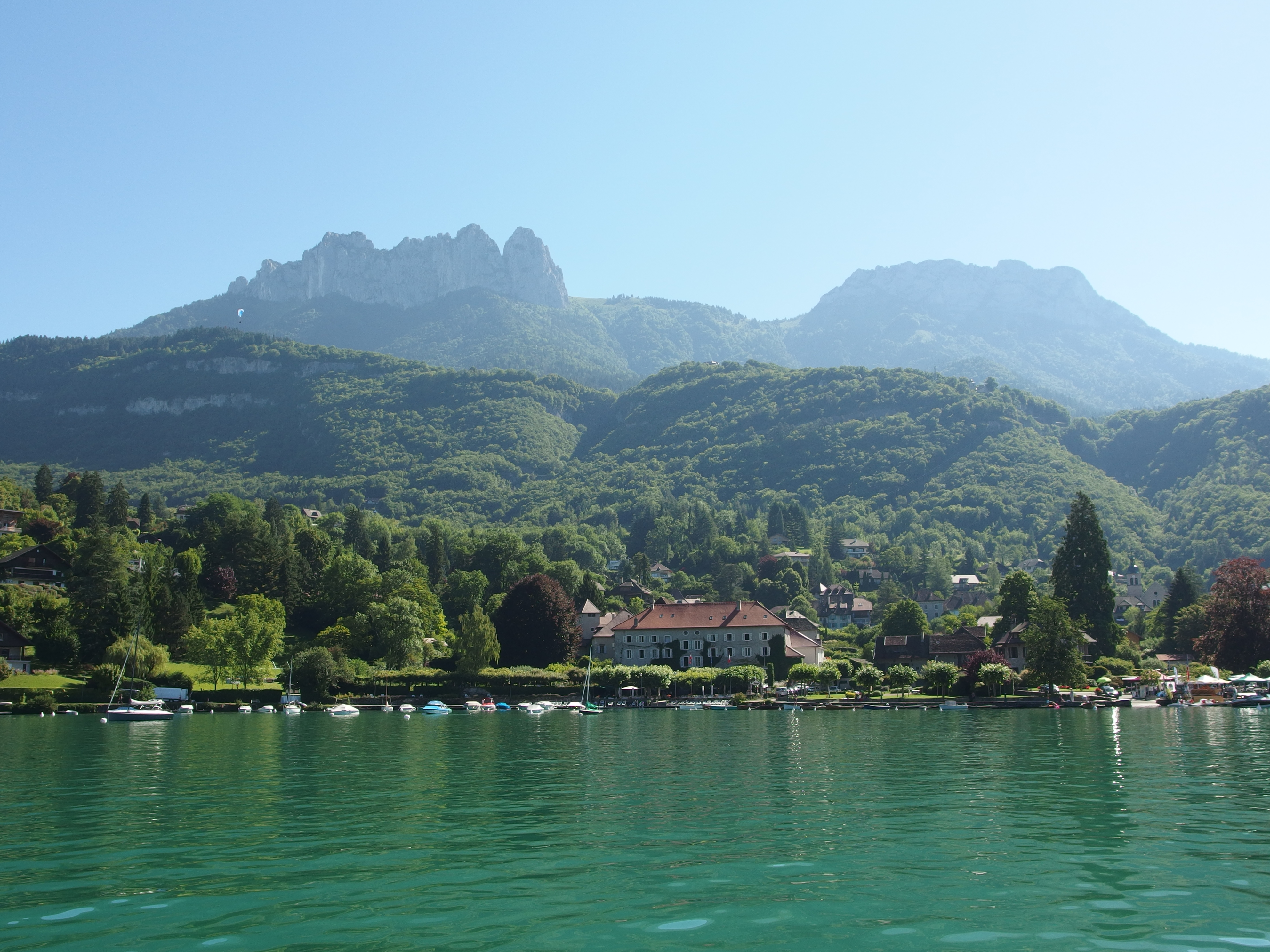
Baie de Talloires.
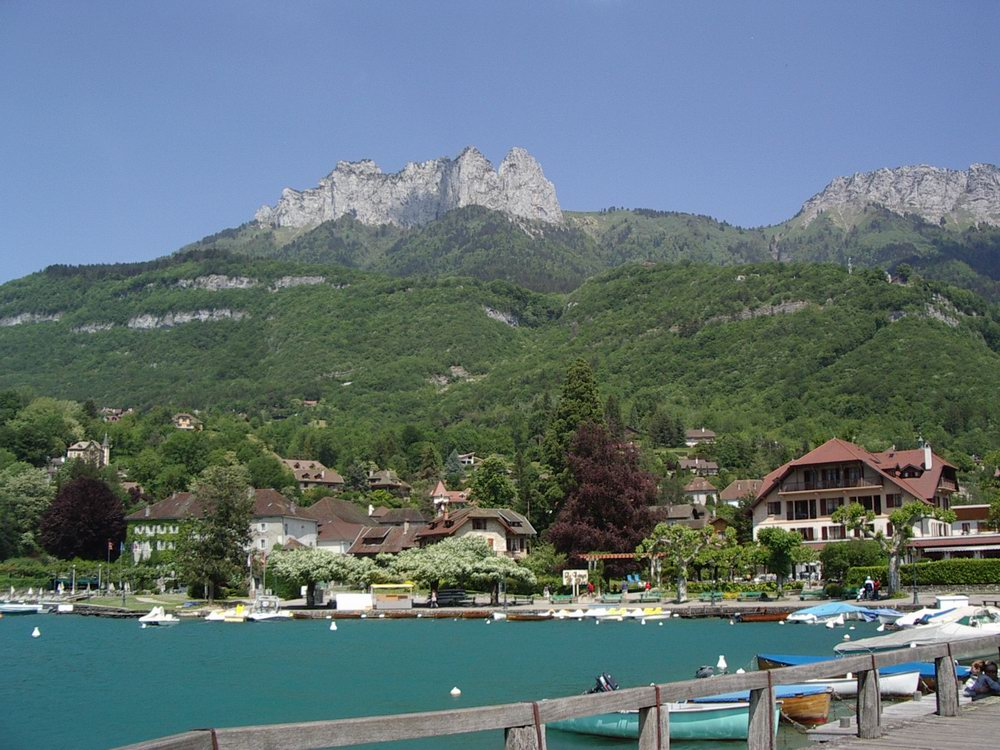
Baie de Talloires.
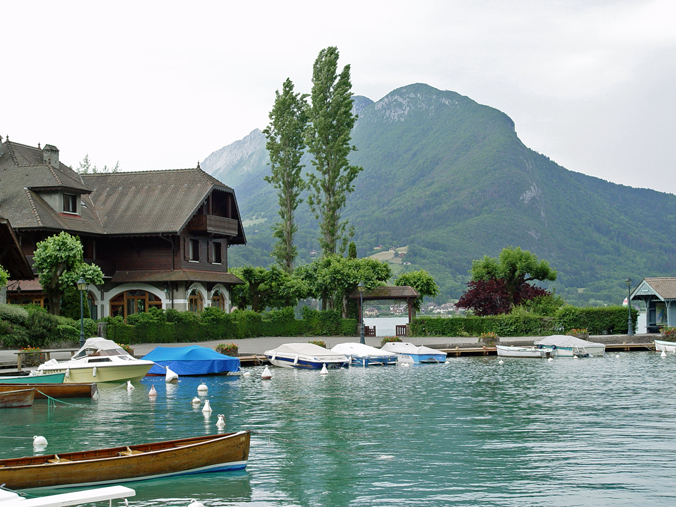
Baie de Talloires.
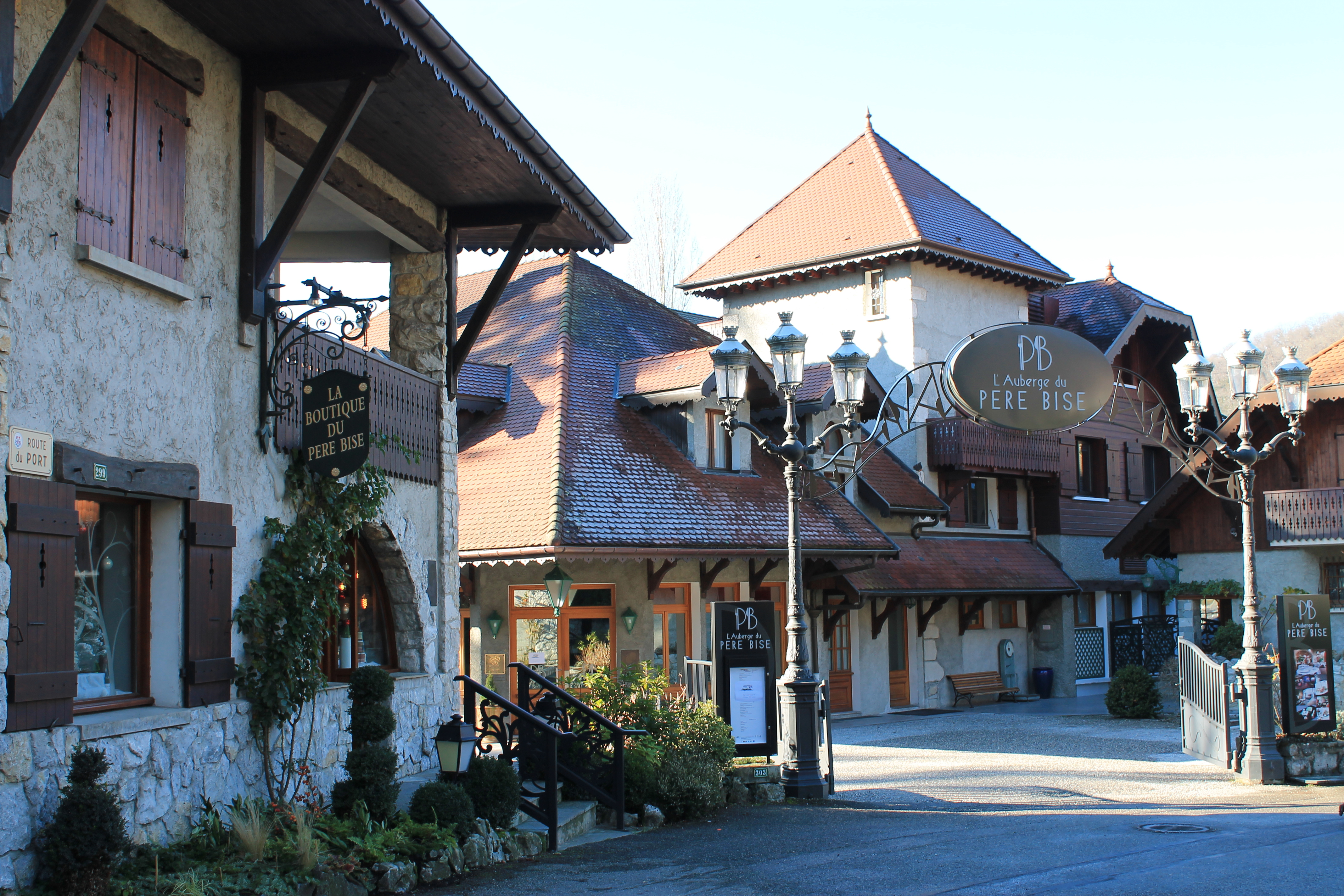
Un des hôtels-restaurants renommés.

### Commerces
Le village possède :
- une boulangerie, une supérette, une maison de la presse-tabac, un coiffeur, deux galeries de peinture, un magasin de décoration, un magasin de souvenirs et vêtements ;
- plusieurs bars avec restauration.
- une salle de cinéma d'une capacité de 120 places.

## Culture locale et patrimoine

### Lieux et monuments

#### Monuments civils

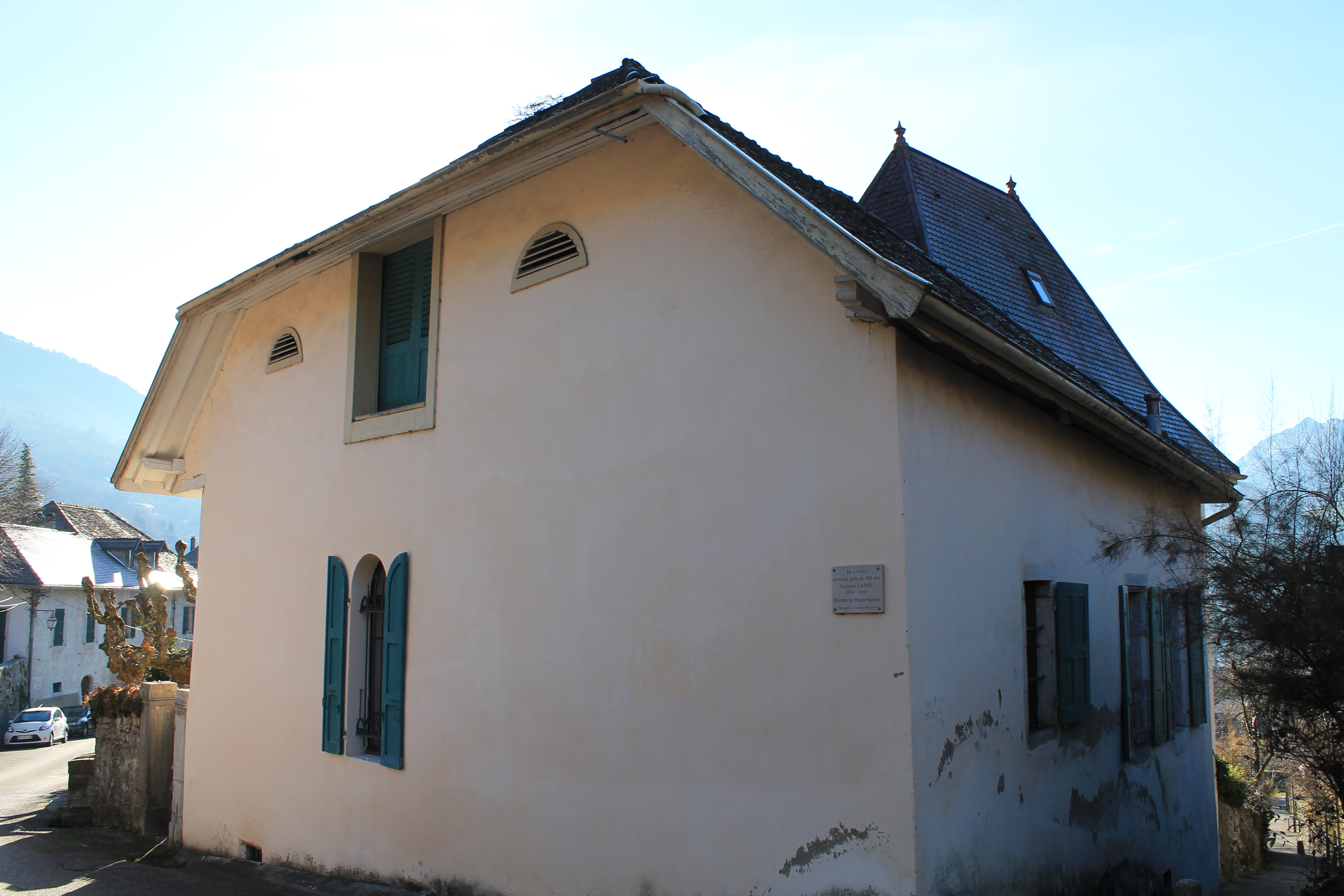
Maison de l'artiste-peintre Suzanne Lansé.
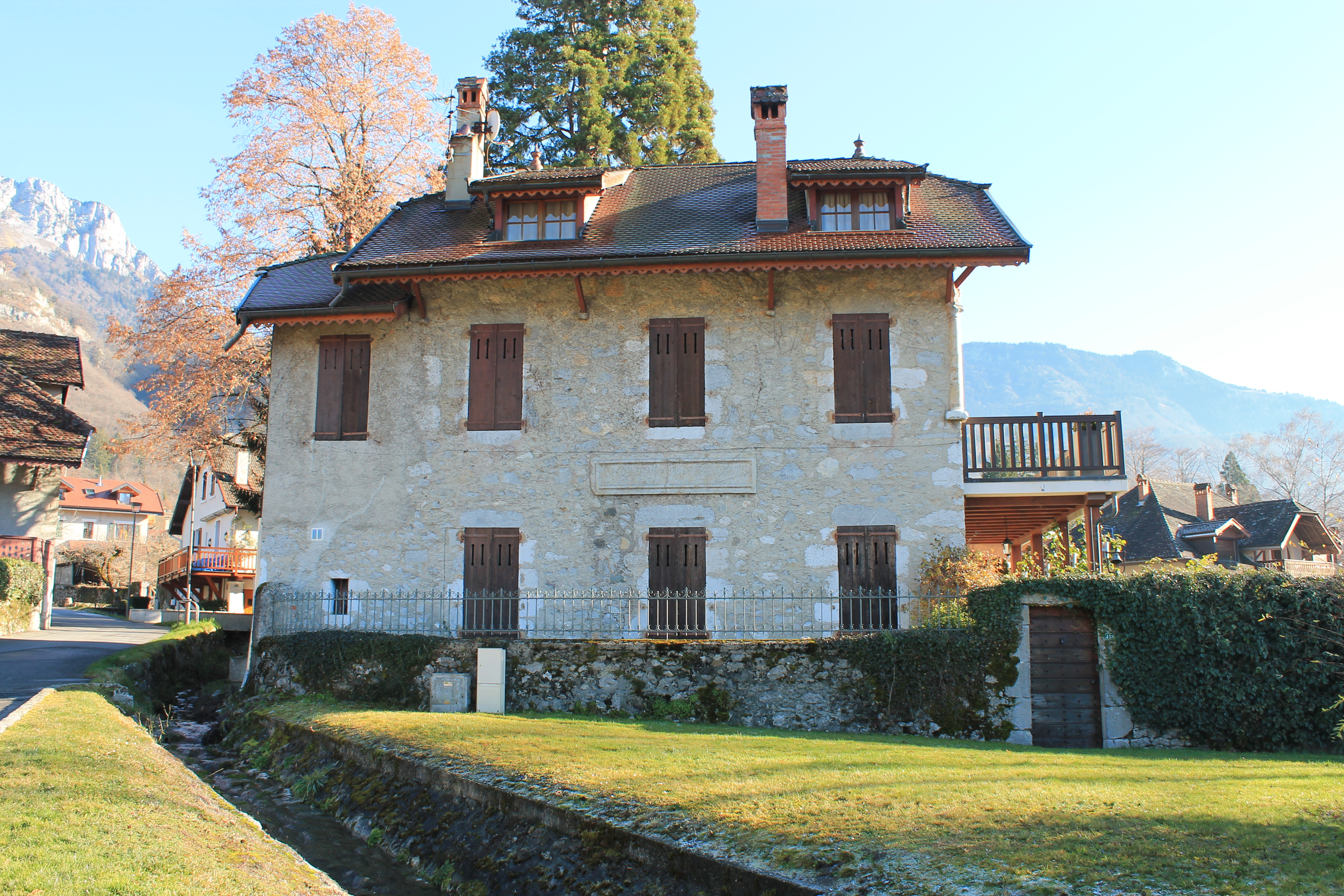
Villa Santa-Maria et l'inscription GLORIOSES VIRGINIMRIES et BATOMVRITIO (1528).
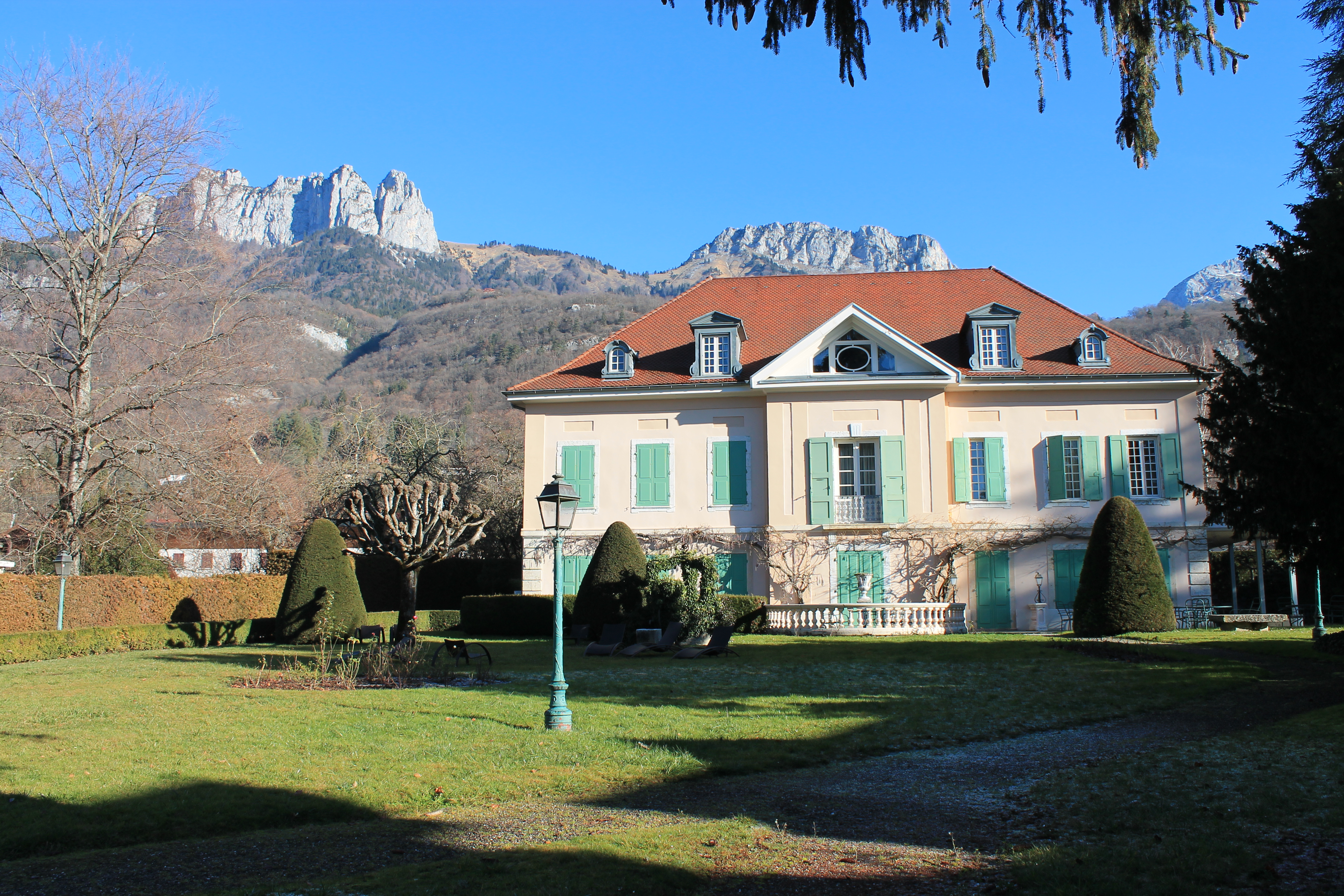
Villa des Roses, demeure de charme du XVIIIe siècle.
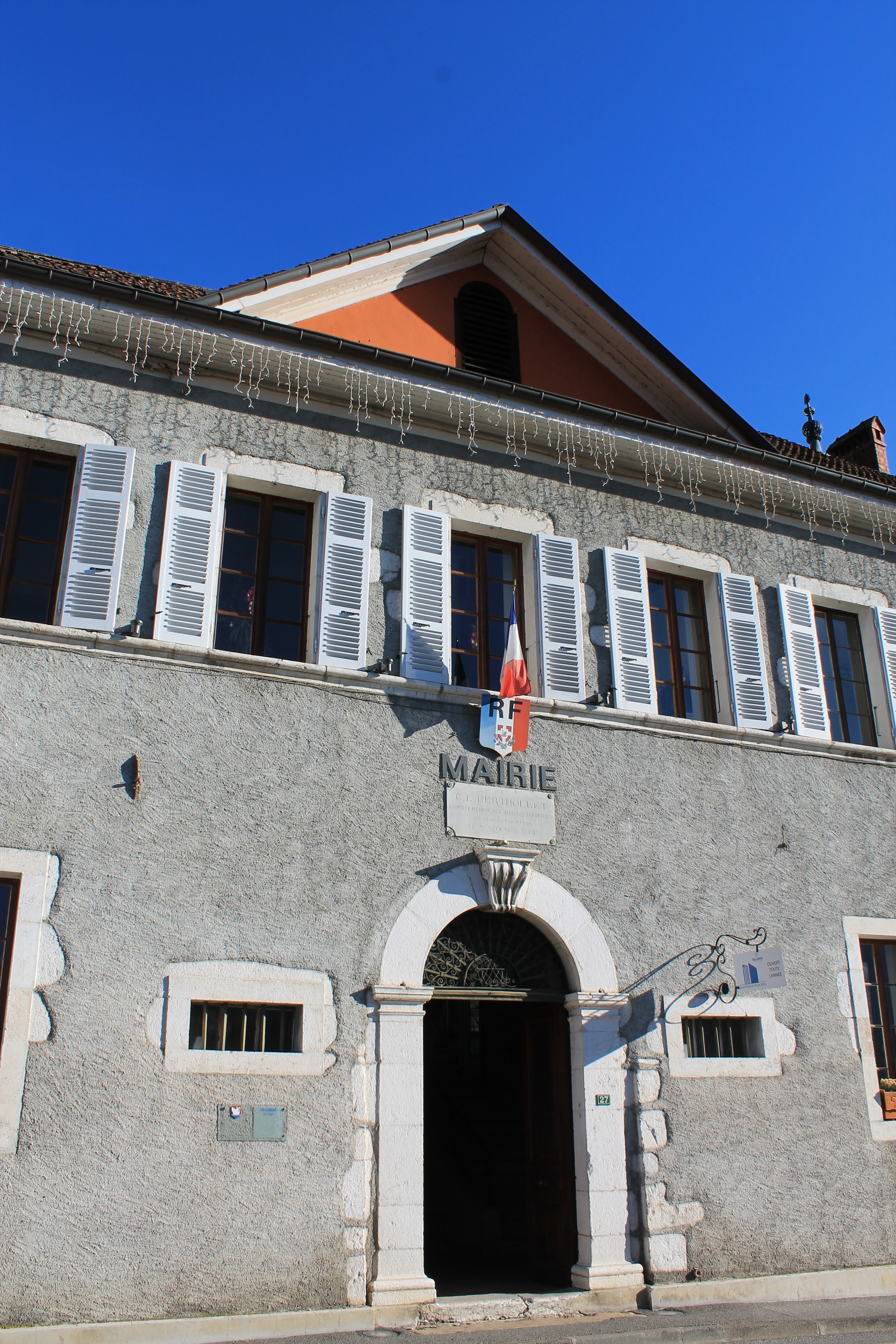
Mairie, maison natale de Claude Louis Berthollet.

- Maison Depommier (peintures du XVIIe siècle[31]).
- Le pont médiéval des fées
- Inscriptions romaines

#### Monuments religieux

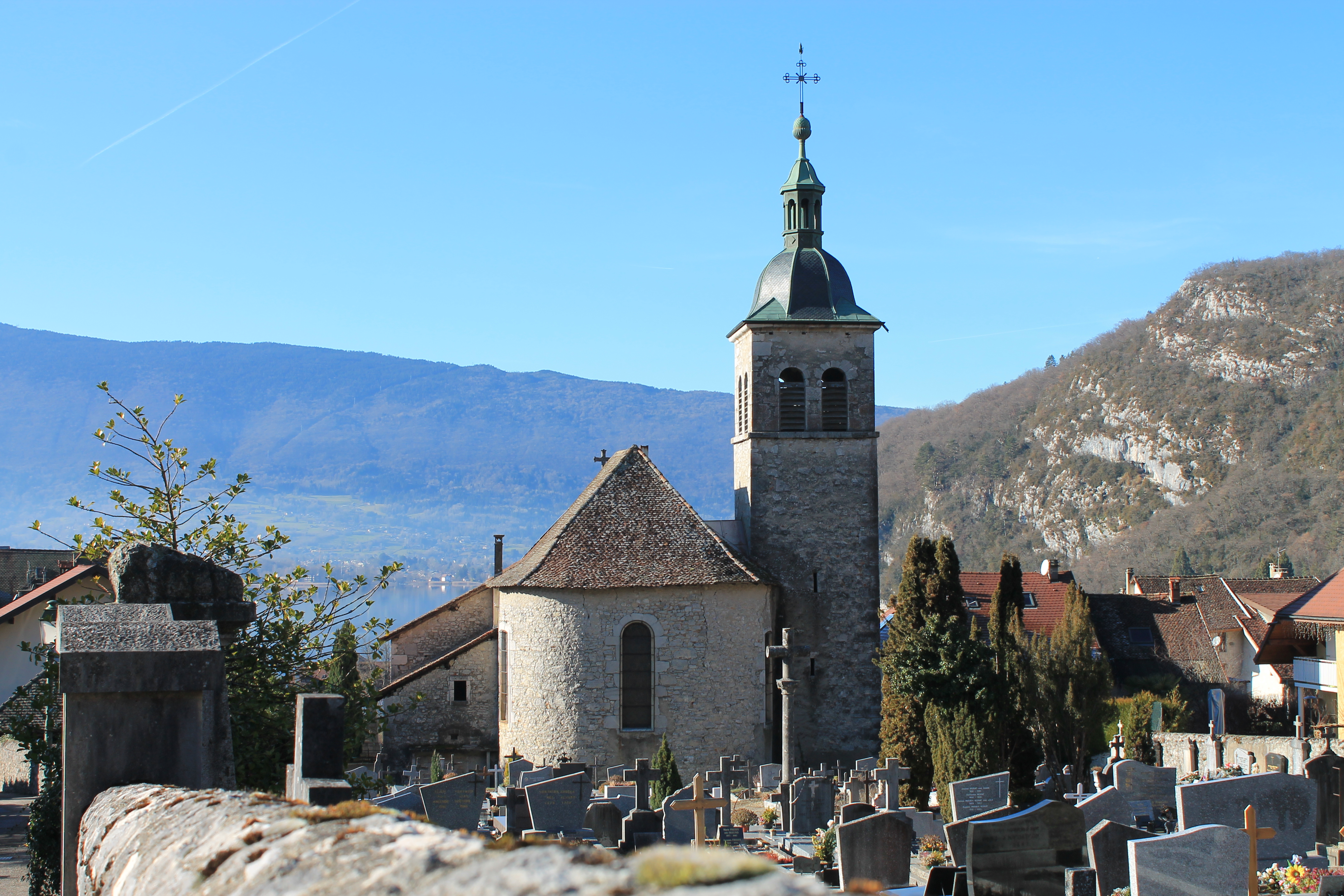
Église Saint-Maurice et cimetière communal.
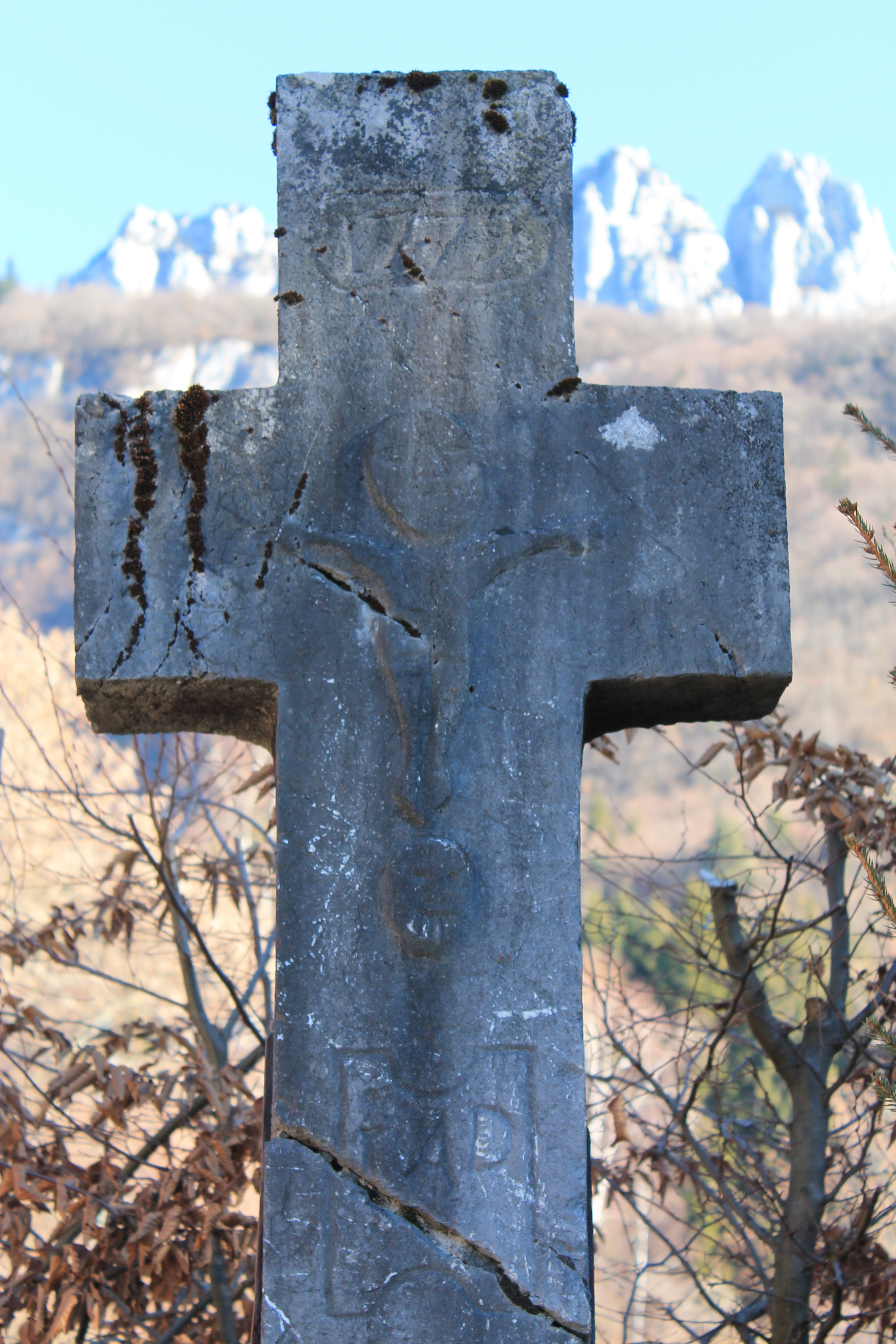
Croix de 1779, du hameau des Granges.
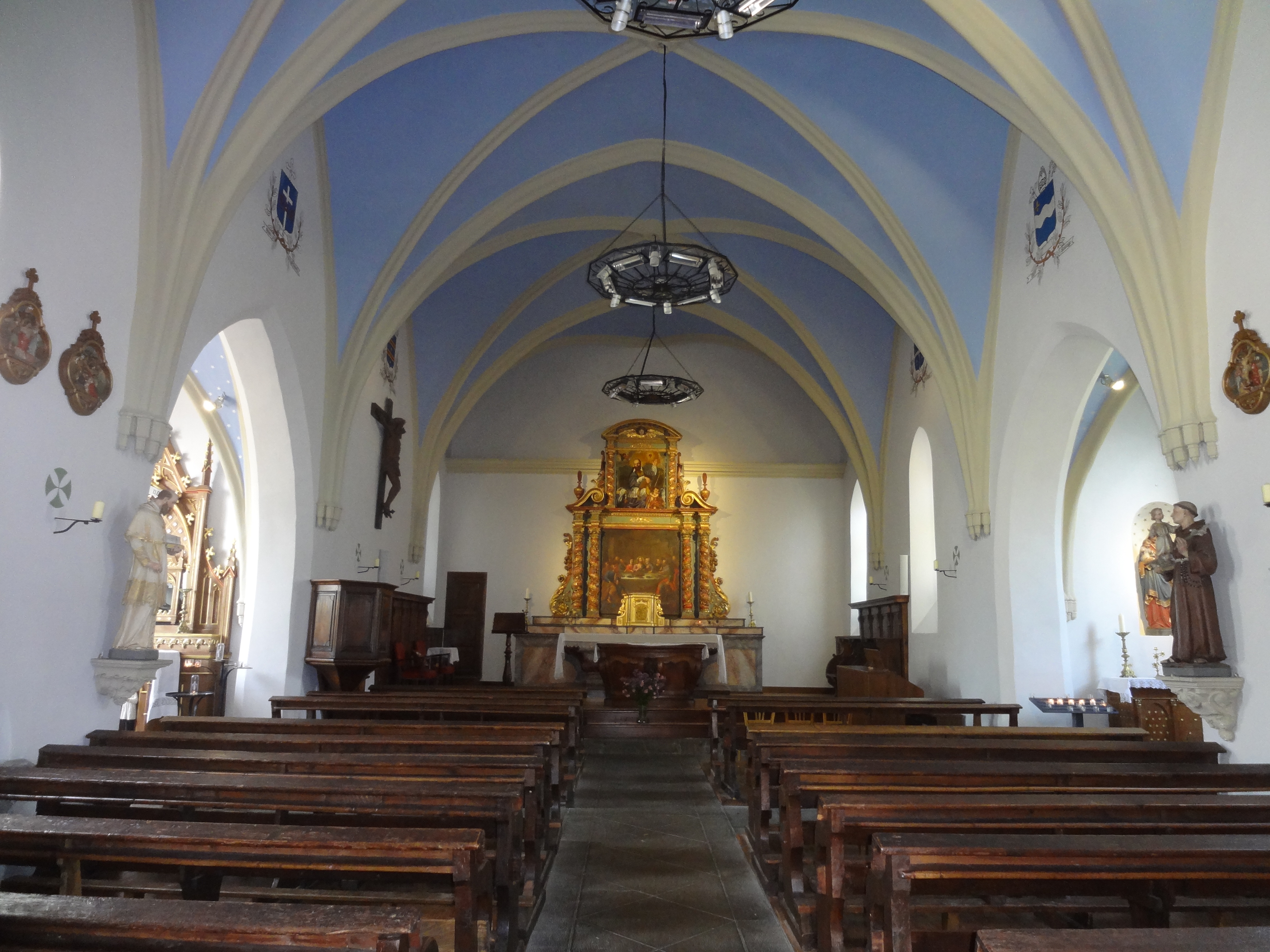
La chapelle Saint-Germain.
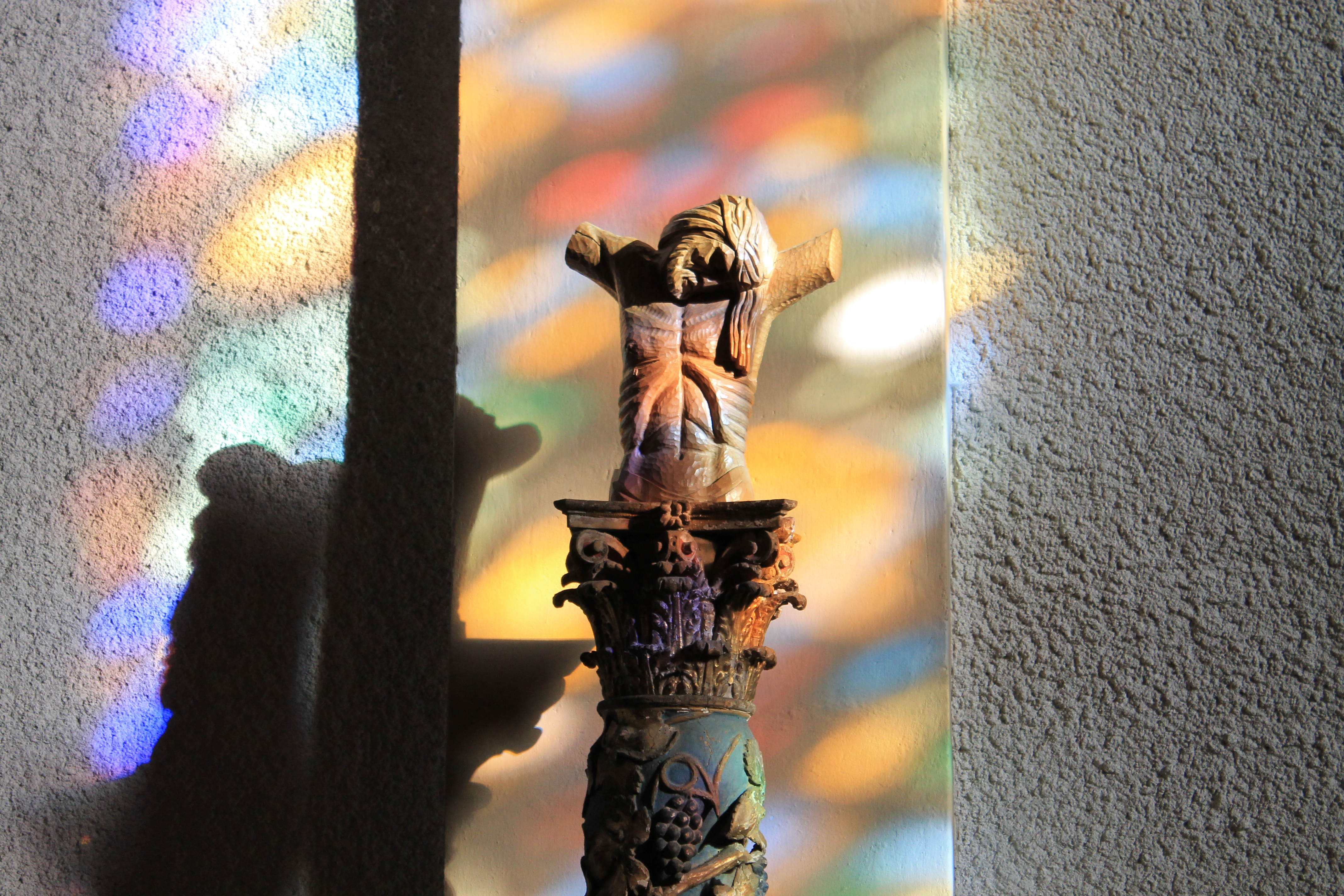
Détails de mobilier de l'église Saint-Maurice.

- L'abbaye de Talloires, inscrite au titre des Monuments historiques par arrêté du 24 janvier 1944[32]
  - Ancien prieuré de l'abbaye du XIe siècle, devenu le campus européen de l'université Tufts de Boston.
- Ermitage ou chapelle dédiée à saint Germain et le « Saut du Moine ». Germain de Montfort, bénédictin, premier prieur de l'abbaye de Talloires, précepteur de Bernard de Menthon, meurt ermite dans une grotte à proximité en 1060. Pèlerinage depuis le XIe siècle. Chapelle restaurée en 1621 sur l'instigation de François de Sales qui y installe les reliques du saint. Statue de la Vierge[33]. En 2009, l'association cultuelle "Rayonnement de Saint-Germain" a été créée pour accueillir des personnes qui sentent le besoin de se ressourcer dans la maison de l'Ermitage.
- L'église du Bourg, dédiée à Saint-Maurice, édifiée à la fin du XVIIIe siècle, en remplacement de l'abbatiale[34]. contient des sculptures sur bois polychromes, des cloches, un plat à aumône et un calice de grand intérêt[35].
- L'oratoire de Thoron, inscrit au titre des Monuments historiques par arrêté du 24 janvier 1944[36]
- La chapelle Saint-Claude (1592), récemment rénovée, se situe à Angon.
- Maladière de Talloires, dédiée à sainte Madeleine[37]
- Angon :
  - Prieuré d'Angon
  - La croix d'Angon, la croix des Granges.

#### Patrimoine naturel

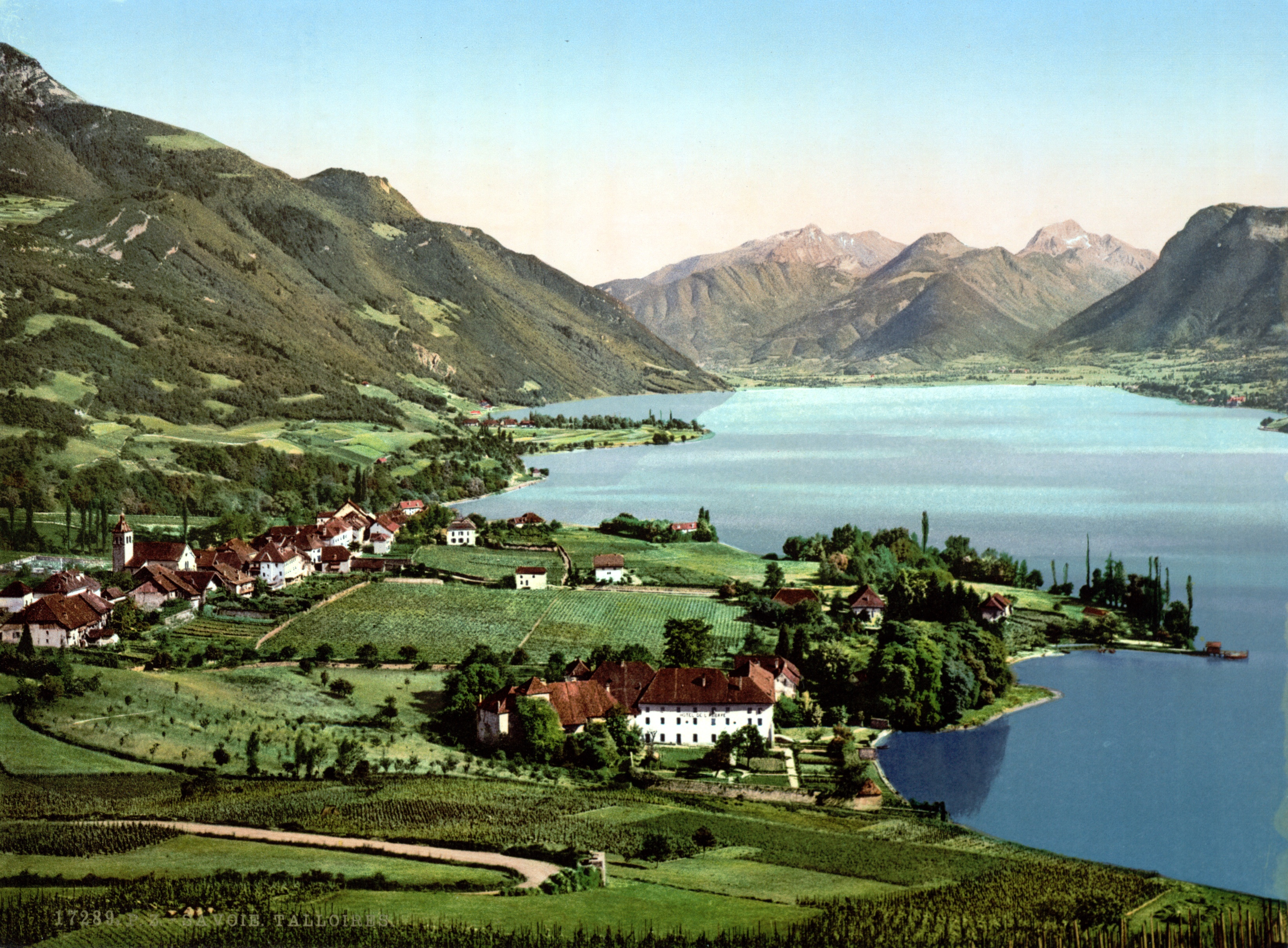
Vignoble autour de Talloires à la fin du XIX.

- Parc du prieuré, de deux hectares, de l'université Tufts. Jardin expérimental  des plantes autonomes, créé en 2003 regroupant quelque 2 500 plantes, proposant les alternatives aux méthodes d'entretien courante grâce à la diversité écologique (entrée payante)
- La réserve naturelle du Roc de Chère
- La cascade d'Angon
- Les vignes ont disparu à Talloires depuis les années 1960, même si quelques-unes sont restées à Angon et aux Granges jusque dans les années 1970. Mais début 2022 ont été replantées près de 6 500 pieds de vigne avec des cépages savoyards (Mondeuse blanche, Molette, Douce noire et Altesse) sur une parcelle de 1,2 hectare[38].

### Personnalités liées à la commune
- Saint Germain de Talloires ou Germain de Montfort (XIe siècle), premier prieur de l'abbaye, précepteur de Bernard de Menthon.
- Claude-Étienne Nouvellet (1545-1613), docteur de Sorbonne, prédicateur, poète et un des premiers membres de l’Académie florimontane[39],[40],[41].
- Jean-Claude Fontaine (1715-1807), prêtre, philosophe et enseignant, lauréat de l'Académie de Leyde[42],[43].
- Claude Louis Berthollet (1748-1822), chimiste. Il naquit à Talloires en 1748 et découvrit entre autres la composition de l'ammoniaque, l'eau de Javel. On peut voir sa statue dans le petit square se trouvant en face de la mairie, sa maison natale.
- Hippolyte Taine (1828-1893), philosophe et historien, achète en 1872 la propriété Boringes, pour y venir tous les étés travailler à son ouvrage Les Origines de la France. Il deviendra conseiller municipal et fut enterré au Roc de Chère à Menthon-Saint-Bernard.
- André Theuriet (1833-1907), écrivain lorrain qui séjourna plusieurs étés à partir de 1866 au bord du lac. Il vécut à Talloires et en consacra la réputation touristique. Plusieurs de ses romans se situent à Talloires ou dans les environs (Amour d'automne, Cœurs meurtris, Le Manuscrit du chanoine, Josette...).
- Paul Cézanne (1839-1906), peintre impressionniste, séjourna six semaines à l'abbaye lors de l'été 1896 et y peignit 3 huiles et 21 aquarelles[44].
- Gabriel Lippmann (1845-1921), physicien français, lauréat du prix Nobel de physique en 1908.
- Albert Besnard (1849-1934), artiste peintre, qui fit construire sur le lac une villa toujours connue sous le nom de « Villa Besnard » et décorée par ses fils d'une fresque visible du lac.
- André-Charles Coppier (1866-1948), peintre et graveur, qui fit construire sur le port une villa nommée « la Pergola ».
- Suzanne Lansé (1898-2002), artiste peintre de Talloires.
- Jean-Marie Gourio, écrivain, créateur de la Fête du Livre (2009-2020)[45]

### Talloires et les arts

#### Talloires et la peinture
- L'anse de Talloires, perle du lac d'Annecy, a inspiré de nombreux peintres dont Paul Cézanne qui y peint Le Lac bleu (1896 Institut Courtauld - Londres), Albert Besnard, Paul Chabas, Mathey, Édouard Cortès[46], André-Charles Coppier et visité par de nombreuses célébrités mondaines, l'impératrice Eugénie et Napoléon III, la reine mère d'Angleterre et l'Aga Khan, Hippolyte Taine, Ernest Renan, Alphonse de Lamartine, Winston Churchill, le Shah d'Iran, Grace Kelly et le prince Rainier de Monaco, Richard Nixon.
- Talloires est le titre d'une lithographie de Joseph Pressmane conservée par le Musée d'art moderne de la ville de Paris[47].

#### Talloires et la littérature
J'ai vu un paysage merveilleux, tout baigné de lumière bleue et de clartés dormantes. La Roche-Murraz, la Tournette semblaient aériennes, irréelles, perdues dans une brume d'argent qui grandissaient les formes en estompant les contours. Une planète d'or scintillait au-dessus des crêtes dentelées de Lanfon.
 Gaston Deschamps, Le Chemin fleuri 

#### Talloires et le cinéma
Plusieurs films ont été tournés à Talloires :
- Les Roquevillard, 1943, par Jean Dréville (scènes tournées à la villa Besnard)
- Rêves d'amour, 1947, par Christian Stengel (scènes tournées à la villa Besnard)
- Le Genou de Claire, 1970, par Éric Rohmer
- Tricheurs, 1984 de Barbet Shroeder - la scène finale
- Le pique-nique de Lulu Kreutz, 1989, Didier Martiny - de nombreuses scènes à l'Abbaye et sur le Port
- Associés contre le crime, 2012, de Pascal Thomas (quelques scènes furtives)
- Floride, septembre 2014 par Philippe le Guay, sorti en août 2015. (Quelques scènes à la plage de Talloires)
- Les revenants saisons 1 et 2, série Canal +
- Siddhartha, 2014, long-métrage indien.
- Les saisons, 2014 de Jacques Perrin, sorti en 2015.
- Ce sentiment de l'été, 2014 par Mikhaël Hers, sorti en février 2016. (Quelques scènes à la plage de Talloires)
- Enquête sur un scandale d'État, sorti en 2021

### Campus Européen de l'université Tufts
L'université Tufts (en anglais : Tufts University) est une institution éducative de Somerville et Medford, près de Boston, Massachusetts aux États-Unis, fondée en 1852. Elle possède à Talloires son campus européen (The Tufts European Center) dans d'anciens bâtiments religieux du XIe siècle, achetés en 1958 par Donald MacJannet et son épouse. En 1978, le couple en a fait don à la Tufts.

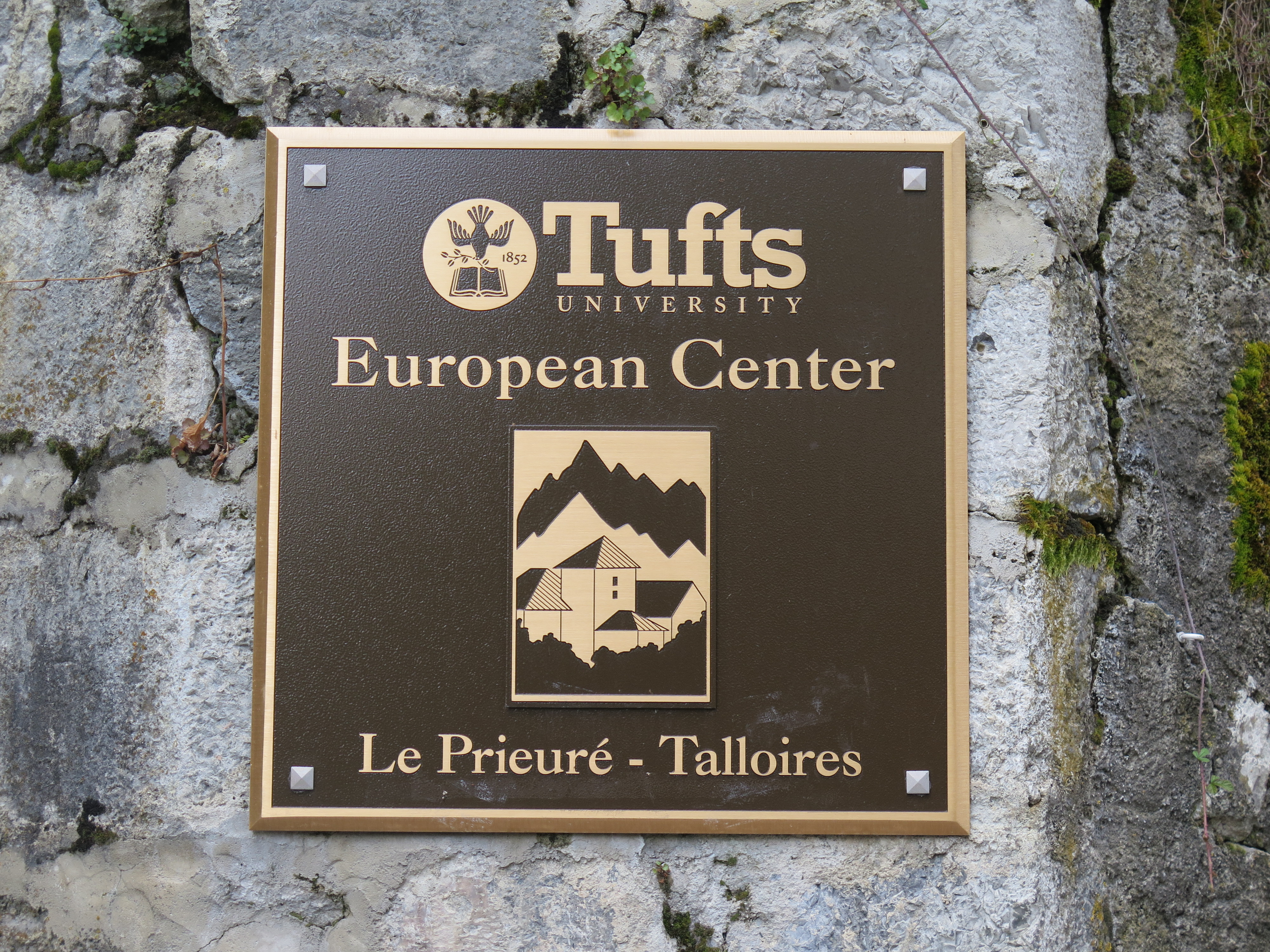
Plaque de l'université Tufts.

Chaque année, le campus européen reçoit des étudiants pour un programme d'études en juillet, destiné à des étudiants en études supérieures qui apprennent le français. En complément le campus reçoit d'autres étudiants de mai à fin juin. Le site est aussi un lieu de rassemblement de conférences internationales, notamment la Déclaration de Talloires (Talloires Declaration (en)).
Celle-ci s'est déroulée en 1990, réunissant 22 universités provenant de 23 pays. Le texte engage les établissements d'enseignement supérieur à être des leaders dans le développement, la création et le maintien de la sustainability (soutenabilité, durabilité). Ce texte a été signé par des institutions d'enseignement supérieur de 49 pays. En 2005, une nouvelle conférence du « Réseau Talloires » a adopté une autre déclaration Sur les rôles civiques et les responsabilités sociales de l'enseignement supérieur.
Le campus de Talloires est classé aux États-Unis comme un des meilleurs campus étrangers par l'association nationale des administrateurs de campus universitaires (National Association of Branch Campus Administrators).

### Héraldique
| Armes de Talloires | Les armes de Talloires se blasonnent ainsi : De gueules à la croix d'argent; à un cygne contourné aussi d'argent nageant sur une champagne ondée d'azur brochant sur le tout. |